# Derechos humanos en los Emiratos Árabes Unidos

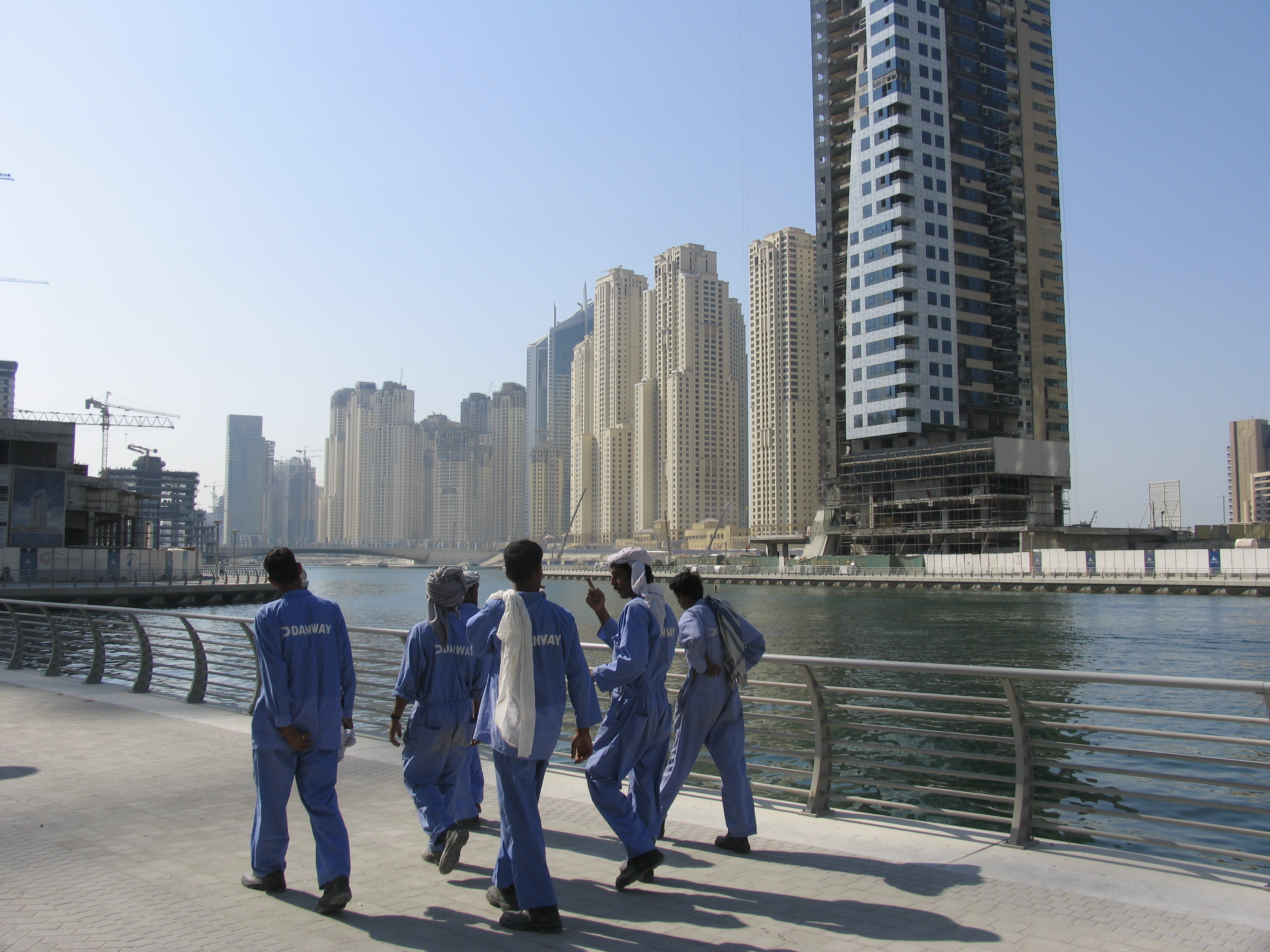
Fotografía de un grupo de trabajadores durante la construcción del Burj Khalifa, en junio de 2007.

Los Emiratos Árabes Unidos es una federación compuesta por siete emiratos: Abu Dabi, Dubái, Ajmán, Umm al Qaiwain, Ras al Khaimah, Al Fujairah y Sharjah, cuya forma de gobierno es una monarquía constitucional federal.
Emiratos Árabes Unidos es un país que no tiene instituciones elegidas democráticamente ni partidos políticos, esto es, los ciudadanos no tienen derecho a cambiar su gobierno. La libre asociación es restringida y los derechos de los trabajadores son muy limitados. La trata de personas y el uso de niños extranjeros como jinetes de camellos continúa a pesar de las promesas del gobierno de tomar medidas para terminar esas prácticas. 

## Libertad de expresión, de asociación y de reunión
Las autoridades de los Emiratos Árabes Unidos, a través del sitio web oficial del Consejo Nacional de los Medios de Comunicación describen al país como “un estado moderno, próspero, estable y bien administrado”, en el cual se logró la integración de los valores culturales tradicionales y la legislación nacional con las normas y estándares internacionales, con lo cual EAU ocupa actualmente una elevada posición en el mundo en cuanto a desarrollo y garantía de respeto a los derechos de las personas.
Sin embargo, la Ley Federal de 1980 sobre Prensa y Publicaciones, la reglamentación sobre contenidos de noviembre de 2010 y las normas sobre radio y televisión de mayo de 2011, el Consejo Nacional de los Medios de Comunicación y su órgano de asesores, constituyen en la práctica un activo mecanismo de censura y control de la libertad de expresión.
Aunque la constitución contempla la libertad de expresión y prensa, en la práctica estos derechos son limitados. Por ley el Ministerio de Información emite las licencias y aprueba el nombramiento de editores. El contenido de la prensa también está gobernado por la ley. Comentarios negativos sobre el Islam, el gobierno o las familias que gobiernan o críticas a los ciudadanos de los EAU por parte de extranjeros, pueden ser castigados con penas de cárcel, aunque esta legislación es raramente invocada debido a que la prensa practica la autocensura. El Ministerio de Información y Cultura revisa el contenido de todo material impreso importado e impone limitaciones a material considerado como pornográfico, violento, peyorativo del Islam o contrario a la política del gobierno.
En julio de 2013 durante el proceso que se conoció como juicio de los “94 de Emiratos Árabes Unidos” se condenó a 10 años de prisión a un grupo de personas relacionadas con la organización civil Al Islah (Asociación para la Reforma y la Orientación Social), por cargos relativos a la seguridad nacional. No se efectuaron investigaciones a partir de la denuncia de torturas sufridas por los detenidos en la etapa de prisión preventiva ni tuvieron ocasión de apelar la condena recibida.
En agosto de 2014, las autoridades de EAU sancionaron una ley antiterrorista que, por sus definiciones, incluye una amplia variedad de acciones perfectamente pacíficas y las califica como delitos tendientes a perjudicar la unidad nacional o como actos de carácter terrorista. De este modo, la nueva legislación deja a disidentes políticos, críticos del gobierno o aún activistas de los derechos humanos en la situación de riesgo de enfrentar procesos judiciales que, teóricamente en un extremo, pueden derivar en condenas a la pena capital.

### Internet y redes sociales
En el año 2012, los EAU sancionaron una legislación tendiente a combatir la criminalidad informática. Esta ley continúa siendo utilizada para criminalizar críticas o comentarios que se consideren ofensivos a las autoridades o lesivos al país. Algunos casos destacados son:
- Mohammed al-Mansoori: arrestado en junio de 2006 por expresar críticas sobre la situación de los derechos humanos en el país.[7]
- Ahmed Mansoor, (asesor para Medio Oriente de Human Rights Watch), Nasser bin Ghaith (profesor de economía en la sede de Abu Dabi de la Universidad de La Sorbona), Fahad Salim Dalk, Hassan Ali al-Khamis y Ahmed Abdul Khaleq, conocidos como el grupo “EAU 5”, fueron arrestados en abril de 2011, acusados de "insultar en público" a las autoridades de EAU, condenados a prisión y finalmente liberados luego de la fuerte condena que el proceso despertó en instituciones de derechos humanos y órganos de prensa y comunicación.[8]
- Khalifa Rabia y Othman al-Shehhi: condenados a 5 años de prisión y una multa de casi U$S 100.000.- por criticar la seguridad del estado en Twitter. El canal de televisión 24.ae puso al aire el contenido de su cuenta, señalando el hashtag “#UAE_freemen” (#EAU_hombreslibres) como evidencia.[9]
- Osama al-Najer: condenado a 3 años de prisión por sus críticas vía Twitter al desarrollo y conclusiones del juicio de los “94 de Emiratos Árabes Unidos”, entre los cuales se encuentra su padre Hussain Ali al Najjar al Hammadi.”[9]
- Saleh Mohammed al Dhufairi y Khalifa al Nuaimi: blogueros condenados en el proceso de los “94 de Emiratos Árabes Unidos”.[9]
- Asma, Mariam y Alyaziyah Khalifa al-Suwaidi: Tres hermanas detenidas el 15 de febrero de 2015, luego de haber sido citadas a una delegación policial en Abu Dabi. Asma había publicado un tuit que decía “echo de menos a mi hermano” en referencia a Issa al-Suwaidi, condenado en el marco del juicio de los “94 de Emiratos Árabes Unidos”. Tres semanas después, las tres hermanas continuaban detenidas en régimen de incomunicación y sin contacto con sus familiares.[10]

En marzo de 2015, la organización Reporteros Sin Fronteras (RSF) inició una operación tendiente a desbloquear sitios web censurados en 11 países llamados “Enemigos de Internet” por la organización. Entre los sitios web desbloqueados se encuentra el Gulf Center for Human Rights (GCHR), censurado en los Emiratos Árabes Unidos y en Arabia Saudita.
Según RSF, “En los Emiratos Árabes Unidos, la Autoridad de Regulación de Telecomunicaciones (TRA) decide qué información puede ser publicada en la Red emiratí. La lista de los sitios web bloqueados es larga, como también lo es la de los criterios por los que se bloquean. Se censuran los contenidos “contrarios a la ética y la moral”, aquellos que constituyan un “riesgo directo o indirecto para los internautas”, “las expresiones de odio a las religiones”… Ya sea porque informan de hechos o porque cuestionan el orden establecido, el resultado es que los medios de comunicación tienen pocas posibilidades de ser leídos en los Emiratos Árabes Unidos. “

## Trabajadores extranjeros
Los trabajadores extranjeros constituyen la mayoría (80%) de la población residente de EAU y además constituyen el 90% de la fuerza laboral. Estos carecen de derechos asociados con la ciudadanía y enfrentan una variedad de restricciones en sus derechos humanos y como trabajadores. El Gobierno Emiratí, desde el año 2022 esta promoviendo activamente el empleo de ciudadanos nacionales, con atractivos salarios y puestos de trabajo, añadiendo además que cada empresa de carácter privado deberá tener con al menos 1 ciudadano Emirati, por cada 10 extranjeros.
En EAU está vigente y es práctica común el sistema Kafala, mediante el cual los empleadores ejercen el "patrocinio" de sus empleados. Es una práctica común que los empleadores retengan los pasaportes de sus empleados durante la vigencia del contrato de trabajo, con el objeto de evitar que los trabajadores cambien de empleo. Esta práctica es ilegal, pero jamás ha sido investigada ni mucho menos castigada por el gobierno. Cuando un empleador da por finalizado el contrato de trabajo de un empleado, y este vuelve a su país de origen, se le prohíbe la entrada al país durante seis meses.
El gobierno ha sido altamente criticado por las agencias de derechos humanos tales como Human Rights Watch por la inacción frente a la discriminación contra los trabajadores asiáticos en los emiratos. Las estructuras salariales se basan en la nacionalidad, el sexo, la edad y la raza de las personas y no en sus cualificaciones.
El historial de derechos humanos de los emiratos, particularmente lo que respecta a los trabajadores extranjeros fue ampliamente criticado durante el juicio a la empleada filipina Sarah Balabagan en 1995.
Mafiwasta.com está haciendo una campaña para presionar al gobierno de EAU a firmar las convenciones de la Organización Internacional del Trabajo en materia de libertad de asociación. Las huelgas están prohibidas en los emiratos y muchos trabajadores son prisioneros virtuales, después de haber pagado grandes sumas a agentes de empleo para obtener los trabajos y las visas.
Claro ejemplo de la violación de derechos sufrida por trabajadores migrantes lo constituye el caso documentado en su informe del 2015 por Human Rights Watch, acerca del proyecto de desarrollo de la isla de Saadiyat que será la sede en Abu Dabi de los museos del Louvre y el Guggenheim y la Universidad de Nueva York. Algunos empleadores retuvieron los salarios y beneficios de los trabajadores, no reembolsaron los costos de contratación pagados por los trabajadores a agencias de empleo, retuvieron los pasaportes de los trabajadores y les brindaron un alojamiento de mínima calidad. Un grupo de trabajadores de la isla de Saadiyat iniciaron una medida de protesta reclamando sus derechos y el cumplimiento de las condiciones acordadas. Los empleadores denunciaron esta situación a la policía y los trabajadores fueron deportados sumariamente.
En el caso de las trabajadoras migrantes que desarrollan tareas domésticas, la violación de derechos de carácter laboral se suma a la discriminación de género. Algunas acusaron a sus empleadores de haber abusado físicamente de ellas, impedirles la salida de las casas en las que trabajan o retener sus pasaportes. Muchas expresaron que no habían recibido sus salarios o parte de ellos, que fueron obligadas a trabajar excesivamente sin horas o días de descanso; o se les negó una alimentación o condiciones de vida adecuadas o tratamientos médicos. Algunas trabajadoras son empleadas en condiciones equivalentes al trabajo forzado o la esclavitud.

## Derechos de las mujeres
Los Emiratos Árabes Unidos son signatarios de la Convención sobre la eliminación de todas las formas de discriminación contra la mujer. Sin embargo, en la práctica, las mujeres sufren trato discriminatorio en diversos ámbitos, fundamentalmente en cuestiones familiares o laborales. Este es el caso, por ejemplo, de las diferencias entre varones y mujeres frente a los trámites matrimoniales o de divorcio.
La legislación vigente en los Emiratos Árabes Unidos convalida el maltrato de las mujeres y los hijos menores de edad por parte del marido o padre, siempre que la agresión no exceda los límites admitidos por la ley islámica.  Una vez contraído matrimonio, las mujeres deben prestar obediencia a sus maridos.
A diferencia de otros países de la región, en los Emiratos Árabes Unidos existe un gran número de mujeres desarrollando tareas remuneradas fuera del ámbito del hogar, profesionales en algunos casos. De todas formas, las mujeres deben contar con la expresa aprobación del marido para ocupar una posición laboral.
La discriminación que sufren las mujeres en Emiratos Árabes Unidos se extiende a normas y leyes que en muchos casos dejan desprotegidas a las mujeres víctimas de delitos como abusos o violaciones, llegando al extremo de condenar a las víctimas por el delito de “zina” (relaciones sexuales fuera del matrimonio).
En la práctica, el sistema legal funciona como si la violación sexual estuviera permitida y denunciarlo fuera un delito con pena de cárcel.
El criterio legal de penalizar las relaciones sexuales fuera del matrimonio puede extenderse a trabajadoras extranjeras migrantes.
En el terreno profesional, las mujeres enfrentan discriminación para el acceso a posiciones laborales de alta calificación, por ejemplo, en el ámbito de la justicia.

## Trata de personas

### Mujeres
En EAU, más del 80% de la población es extranjera y está constituida por trabajadores migrantes llegados para cubrir la gran demanda laboral producto del rápido crecimiento que el país ha desarrollado en las últimas décadas. Según información proporcionada por UAEinteract, órgano de prensa financiado por el Consejo Nacional de Medios de Comunicación de EAU el número de varones supera en más del doble al número de mujeres, en “una proporción 7:3”.
Estos factores generan un escenario potencialmente favorable a las organizaciones delictivas vinculadas a la trata de personas.

Desde fines del año 2006, las autoridades de EAU han puesto en ejecución una serie de leyes y medidas con el objeto de enfrentar los delitos vinculados a la trata de personas y combatir las redes de explotación sexual. Estas acciones se vieron reflejadas en el “Informe sobre la trata de personas de 2011”, emitido por el Departamento de Estado de los Estados Unidos, que ubicó a EAU en el NIVEL 2 de su calificación, lo que significa “Países cuyos gobiernos no cumplen plenamente con las normas mínimas de la TVPA (Ley de Protección de las Víctimas de la Trata) pero que hacen esfuerzos considerables para cumplir esas normas.” según lo define el propio Informe.
Organizaciones de defensa de los derechos humanos, como la Media Luna Roja y la Cruz Roja, en un trabajo conjunto con organismos internacionales, como el ACNUR, han implementado una serie de medidas que incluyen la creación de refugios para mujeres y niños víctima de trata. Sin embargo,  el resultado del programa según señala el mismo informe, (160 personas fueron asistidas en 4 años), parece escaso teniendo en cuenta la magnitud del problema.
Según la Ansar Burney Trust (ABT) la industria del sexo florece en los Emiratos, especialmente en Dubái. Está intrínsecamente relacionada con las industrias hotelera y turística, que son los principales pilares económicos de Dubái.

### Niños
Los EAU han sido acusados en un documental de la HBO de usar niños como jinetes de carreras de camellos, situación en la que estaban expuestos a abusos físicos.
La organización Antislavery.org ha presentado un informe acerca de esta situación, que constituía una práctica frecuente hasta el año 2005.
Los Emiratos Árabes Unidos han trabajado conjuntamente con UNICEF desde el año 2005 a fin de combatir la trata de niños involucrados en carreras de camellos. Desde el plano legislativo, se sancionó una ley que prohíbe que haya jinetes de camellos menores de 18 años, imponiendo pena de cárcel a quienes violes esta disposición. Asimismo, de desarrollaron acciones de reparación, enviando a sus hogares a más de 1000 niños víctimas de esta forma de trata.
En septiembre de 2006, una acción legal fue emitida en los Estados Unidos acusando al jeque Mohammed bin Rashid al-Maktoum, su hermano y otras 500 personas de secuestrar, esclavizar y traficar con niños, a partir de dos años de edad, de Bangladés y de Sudán. La demanda fue presentada en Miami, en nombre de seis padres y miles de niños no identificados. Se denuncia que a los niños se los mantiene en condiciones muy precarias, se los hace pasar hambre para que no suban de peso, se abusa de ellos y se los obliga a participar en este peligroso deporte.
En marzo de 2010, el periódico británico The Independent publicó un artículo informando acerca de la continuidad de la práctica del uso de niños en carreras de camellos, más allá de la legislación vigente.

## Derechos LGBT
La homosexualidad es un delito grave en Emiratos Árabes Unidos que puede ser castigado con multas o prisión o con la deportación inmediata en el caso de extranjeros. En delito de “zina” (relación sexual fuera del matrimonio) tiene como castigo la pena capital. Aunque teóricamente podría darse la aplicación de esta figura para el caso de relaciones sexuales consensuales entre personas del mismo sexo, según un informe de Amnistía Internacional, no se tiene conocimiento que esta figura legal haya sido utilizada.
Existen diferencias en la aplicación de la ley federal dentro de los distintos Emiratos que conforman la federación de Emiratos Árabes Unidos. Además, en algunos casos, puede haber superposición de jurisdicciones entre la justicia federal y los tribunales locales o de la sharia.
Las características claramente homofóbicas de la legislación y la sociedad en general de los Emiratos Árabes Unidos pueden resultar contradictorias con el decidido impulso que las autoridades dan al desarrollo del turismo internacional.

Resumen de derechos de LGBT
| Objeto, acción o situación                                                            |    |
| Actividad sexual legal entre personas del mismo sexo                                  | No |
| Leyes laborales antidiscriminatorias                                                  | No |
| Leyes antidiscriminatorias en la provisión de bienes y servicios                      | No |
| Leyes antidiscriminatorias en general (discriminación indirecta, en el lenguaje, etc) | No |
| Matrimonios entre personas del mismo sexo                                             | No |
| Reconocimiento legal de parejas de personas del mismo sexo                            | No |
| Adopción por parejas del mismo sexo                                                   | No |
| Autorización para servir en el ejército                                               | No |
| Derecho legal al cambio de género                                                     | No |
| Cambio de género en la documentación                                                  | No |

## Tratados Internacionales
La Oficina del Alto Comisionado de las Naciones Unidas para los Derechos Humanos, publica información actualizada respecto al estado de ratificación de los principales tratados internacionales.
| Tratado | Estado       |
| CAT - Convención contra la tortura y otros tratos o penas crueles, inhumanos o degradantes                                                                                       | Adhesión     |
| - CAT-OP - Protocolo Facultativo de la Convención contra la tortura y otros tratos o penas crueles, inhumanos o degradantes                                                      | Sin acción   |
| CCPR - Pacto Internacional de Derechos Civiles y Políticos | Sin acción   |
| - CCPR-OP2-DP - Segundo Protocolo Facultativo del Pacto Internacional de Derechos Civiles y políticos destinado a abolir la pena de muerte                                       | Sin acción   |
| CED - Convención Internacional para la protección de todas las Personas contra las Desapariciones Forzadas                                                                       | Sin acción   |
| CEDAW - Convención sobre la eliminación de todas las formas de discriminación contra la mujer                                                                                    | Adhesión     |
| CERD - Convención Internacional sobre la Eliminación de todas las Formas de Discriminación Racial                                                                                | Adhesión     |
| CESCR - Pacto Internacional de Derechos Económicos, Sociales y Culturales | Sin acción   |
| CMW - Convención internacional sobre la protección de los derechos de todos los trabajadores migratorios y de sus familiares                                                     | Sin acción   |
| CRPD - Convención Internacional sobre los Derechos de las Personas con Discapacidad                                                                                              | Ratificación |
| CRC - Convención sobre los Derechos del Niño | Adhesión     |
| - CRC-OP-AC - Protocolo facultativo de la Convención sobre los Derechos del Niño relativo a la participación de niños en los conflictos armados                                  | Sin acción   |
| - CRC-OP-SC - Protocolo facultativo de la Convención sobre los Derechos del Niño relativo a la venta de niños, prostitución infantil y la utilización de niños en la pornografía | Sin acción   |